# Виоль, Жюль
Жюль Виоль (фр. Jules Louis Gabriel Violle, (16.11.1841, Лангр — 12.09.1923, Фиксен) — французский физик, член Парижской академии наук (1897).

## Биография
В 1870 году получил степень доктора наук. С 1879 года — профессор Университета в Гренобле, с 1884 года — профессор Нормальной школы, с 1892 года — профессор Консерватории искусств и ремесел в Париже.
Работы в области теплоты, молекулярной физики, оптики. В 1875 году на Монблане определил солнечную постоянную и температуру Солнца, механический эквивалент тепла. В 1881 году предложил фотометрическую единицу — платиновую единицу света, которая в 1884 году на Международной конференции была принята в качестве стандарта. В 1882 году построил калориметр, принцип которого был использован в термосе. Изучал гейзеры, образование града, проводил атмосферные исследования при помощи воздушных шаров.
Председатель Французского фотографического общества с 1906 по 1908 годы. Один из основателей Института теоретической и прикладной оптики и Высшей оптической школы (фр.) во Франции.
По некоторым версиям Виоль стоит за псевдонимом Фулканелли, известного алхимика XX века.